# Budd Rail Diesel Car
Budd Rail Diesel Car, Budd RDC ou Buddliner é uma família de automotrizes diesel-hidráulicas construídas entre 1949 e 1962. com 398 unidades no total, sua principal aplicação foi em ferrovias rurais para transporte de passageiros onde havia pouca densidade de tráfego e para pequenas cargas.
|  |

## Uso no Brasil
A RFFSA adquiriu quatro modelos RDC-1 (nº ED-11, ED-12, ED-13 e ED-14) e dois modelo RDC-2 (nº ED-51 e ED-52) em 1958, todas com bitola de 1 600 mm (63,0 in).
Posteriormente a RFFSA encomendou mais 23 automotrizes entre 1962-1963 sendo quatro RDC-1 (M504, M505, M552 e M553) com bitola de 1600 mm e 19 com bitola de 1 000 mm (39,4 in). A configuração interna das automotrizes de bitola métrica adquiridos pela RFFSA era coach (M600 a M610) com 56 assentos e buffet (M700 a M707) com 48 assentos e uma pequena cozinha56 in (1 420 mm) em todos os carros.
|  |

Atualmente vários automotrizes de bitola métrica continuam em serviço na Serra Verde Express uma rota turística localizada entre Curitiba e Morretes no estado do Paraná e em Viana e Marechal Floriano no estado do Espírito Santo) denominado Trem das Montanhas Capixabas.
|  |

Quanto as automotrizes de bilola larga, nenhuma foi sucateada, entretanto somente três encontra-se em condições operacionais.
No Brasil, as automotrizes Budd que ainda estão em operação são conhecidas como Litorina.

## Proprietários originais
| Ferrovia                              | Modelo | Quantidade | Nº na Ferrovia                        | Notas |
| ------------------------------------- | ------ | ---------- | ------------------------------------- | ----- |
| Arabian American Oil Company          | RDC-2  | 4          | 8000–8003                             |       |
| Atchison, Topeka and Santa Fe Railway | RDC-1  | 2          | DC-191, DC-192                        |       |
| Baltimore and Ohio Railroad           | RDC-1  | 12         | 1908–1911, 6510–6517                  |       |
| Baltimore and Ohio Railroad           | RDC-2  | 4          | 1960–1961, 6550–6551                  |       |
| Boston and Maine Railroad             | RDC-1  | 57         | 6100–6156                             |       |
| Boston and Maine Railroad             | RDC-2  | 15         | 6200–6214                             |       |
| Boston and Maine Railroad             | RDC-3  | 7          | 6300–6306                             |       |
| Boston and Maine Railroad             | RDC-9  | 30         | 6900–6929                             |       |
| Budd Company (protótipo/demonstrador) | RDC-1  | 1          | 2960                                  |       |
| Canadian National Railway             | RDC-1  | 9          | D-200–D-201, D-102–D-108              |       |
| Canadian National Railway             | RDC-2  | 5          | D-201–D-203, D-205, D-250             |       |
| Canadian National Railway             | RDC-3  | 5          | D-100–D-101, D-302, D-351–D-352       |       |
| Canadian National Railway             | RDC-4  | 6          | D-150–D-151, D-401–D-402, D-451–D-452 |       |
| Canadian Pacific Railway              | RDC-1  | 23         | 9050–9072                             |       |
| Canadian Pacific Railway              | RDC-2  | 22         | 9100–9115, 9194–9199                  |       |
| Canadian Pacific Railway              | RDC-3  | 5          | 9020–9024                             |       |
| Canadian Pacific Railway              | RDC-4  | 3          | 9200, 9250–9251                       |       |

## Variantes
- RDC-1

Comprimento: 25,91 m (85,0 ft)
Capacidade de passageiros: 90 total
Peso vazia: 53 700 kg (118 000 lb)
- RDC-2

Comprimento: 25,91 m (85,0 ft)
Capacidade de passageiros: 70 total
Tamanho da área de bagagem: 5,18 m (17,0 ft)
Peso vazia: 51 800 kg (114 000 lb)
- RDC-3

Comprimento: 25,91 m (85,0 ft)
Capacidade de passageiros: 48 total; possuía área de correio e bagagens
Peso vazia: 53 500 kg (118 000 lb)
- RDC-4 não possuía capacidade de passageiros

Comprimento: 22,50 m (73,8 ft)
Peso vazia: 49 500 kg (109 000 lb)
- RDC-9 trailer

Capacidade de passageiros: 94, possuía motor de 300 hp (224 kW) mas sem a cabine do condutor.